# Josef Wedl
Josef Wedl (6. prosince 1835 Vídeň – 21. ledna 1901 Vídeň) byl rakouský politik německé národnosti, v 2. polovině 19. století poslanec Říšské rady.

## Biografie
Studoval práva na Vídeňské univerzitě a Univerzitě v Innsbrucku. Od roku 1869 pak pracoval jako advokát ve Vídeňském Novém Městě. V roce 1893 byl na základě disciplinárního pochybení vyloučen z advokacie. Byl veřejně a politicky aktivní. Od roku 1871 zasedal v obecní radě ve Vídeňském Novém Městě a byl zde prvním náměstkem starosty.
Zasedal jako poslanec Dolnorakouského zemského sněmu, kam nastoupil roku 1871 za městskou kurii (obvod Vídeňské Nové Město). Členem sněmu zůstal do roku 1884, kdy ho ve volbách porazil Josef Pöck.
Byl také poslancem Říšské rady (celostátního parlamentu Předlitavska), kam usedl v prvních přímých volbách roku 1873 za kurii městskou v Dolních Rakousích, obvod Wiener-Neustadt, Neunkirchen atd. V roce 1873 se uvádí jako Dr. Josef Wedl, advokát, bytem Vídeňské Nové Město.
V roce 1873 do parlamentu nastupoval za blok ústavověrných (tzv. Ústavní strana, centralisticky a provídeňsky orientovaná), v jehož rámci představoval mladoněmecké křídlo. V roce 1878 je uváděn jako člen poslaneckého Nového Klubu pokroku.